# Teodor Mazilu
Teodor Mazilu était un écrivain roumain, né le 11 août 1930 à Bucarest et mort le 18 octobre 1980 à Bucarest.

## Biographie
Teodor Mazilu est né le 11 août 1930, quatrième enfant de Maria Mureșanu et de Teodor Mazilu. Son père a exercé comme chauffeur, mécanicien, ou encore pompier, la famille vivait dans une banlieue typique. Mazilu a achevé son éducation primaire, puis s'est inscrit au lycée du commerce Nicolae Bălcescu, mais il a plutôt négligé l'école en faveur de la vie de bohême. Il a cependant intégré l'Université des travailleurs, institution communiste qui avait un fort tropisme idéologique. Dès l'âge de 15 ans, il a intégré la presse pour la jeunesse, en envoyant des caricatures à Tinerețea. Il a intégré la rédaction, puis celle des journaux qui lui ont succédé, Tînărul muncitor puis Scînteia tineretului, qu'il a quitté en 1959. Dès 1946, il a publié une plaquette de poésies, Univers în miniatură, dans une maison d'édition ad hoc, Marvan. Jeune journaliste, il fit preuve d'un communisme militant sans détours contre la littérature bourgeoise, appelant entre autres dans ses critiques à l'extermination de Mihail Drumeș, jugé vulgaire et facile.
Il a publié occasionnellement des poésies politiques dans Flacăra vers 1949, mais il a vraiment lancé sa carrière littéraire avec le recueil de nouvelles satiriques Insectar de buzunar en 1956. Il vécut une vie de bohème, désordonnée, sans domicile fixe, dans la mesure où il délaissait souvent sa garçonnière pour le Palais de Mogoșoaia, qui servait à l'époque de résidence pour les écrivains. Sa fille, Ioana Mazilu, précise qu'il habitait même fréquemment chez des amis, voire des connaissances de la bohème bucarestoise. Sa vie était aussi marquée par le vin, lui faisant péniblement regretter le lendemain les excès de la nuit. Il considérait son état d'écrivain comme un privilège, qu'il traversait comme une sorte de banquet. Teodor Mazilu est décédé le 18 octobre 1980 et a été enterré au cimetière Străulești II à Bucarest, en laissant l'impression à sa fille qu'il n'avait pas donné toute son œuvre et que des pièces se trouvent toujours cachées dans quelque appartement bohème de la ville.

## Influence et place dans la littérature roumaine
Mazilu a écrit sa pièce Proștii sub clar de lună [Les sots au clair de lune] en 1962, et elle fut représentée pour la première fois le 27 décembre 1962 au théâtre Lucia Sturdza Bulandra de Bucarest, mise en scène par Lucian Pintilie avec Octavian Cotescu. Auparavant, la pièce avait été publiée une première fois dans le numéro 11/1962 de la revue Teatrul, sous le titre édulcoré Sub clar de lună [Au clair de lune]. Elle a suscité des réactions violentes, écrites mais aussi verbales. Certains ont comparé l'auteur à Ion Luca Caragiale, d'autres furent choqués et s'exprimèrent de manière véhémente. La pièce fut interdite un temps, Mazilu écopa d'une « interdiction de signature théâtrale » de neuf ans. En quelque sorte, la pièce avait été considérée comme un miroir : l'omniprésence de sots n'était que peu compatible avec les idéaux communistes. Elle fut rejouée sous son titre édulcoré au théâtre national de Cluj en 1985. Mazilu voyagea beaucoup les années suivant la représentation, mettant à profit ses activités journalistiques au sein du quotidien sportif Sportul popular, et publia ses récits de voyage en 1972. Il était souvent considéré comme anticonformiste et ses relations avec la censure étaient délicates. Il n'a cependant jamais cessé de publier et a même obtenu de nombreux prix littéraires : prix de l'Union des écrivains en 1969 et 1978, prix de l'Association des écrivains de Bucarest en 1975, prix Ion Creangă de l'Académie roumaine en 1959. Matei Vișniec a considéré que les écrivains de sa génération trouvaient ses pièces subversives. Ioana Mazilu relève cependant que son père ne parlait jamais de politique, qui n'était pas son sujet privilégié.
Selon Andreia Roman et Cécile Folschweiller, les pièces de Mazilu, qui sont dans l'ensemble semblables à sa prose, ont deux niveaux de lecture : le premier provoque le rire facile par les défauts des personnages (propos stupides, répétitifs), le second s'intéresse à leur psychologie, à ce qui constitue leur humanité. Elles considèrent également qu'il existe une forme de filiation entre Ion Luca Caragiale, Eugène Ionesco et Teodor Mazilu. Selon elles enfin, la critique a surestimé les références satiriques à la Roumanie communiste.
Pour Nicolae Manolescu, les romans de Mazilu sont aujourd'hui complètement oubliés, Bariera et Aceste zile și aceste nopți étant des descendants valides du réalisme socialiste. Son théâtre reste supérieur à celui d'Aurel Baranga et s'apparenterait à celui d'Eugène Ionesco en prenant pour modèle Ion Luca Caragiale.
Comme Fănuș Neagu ou Eugen Barbu, Mazilu aimait le sport, en particulier le football, auquel il a consacré un recueil d'articles de presse. Il a aussi écrit sur le cinéma. Réciproquement, certains des acteurs les plus distingués de Roumanie ont souhaité jouer dans les pièces de Mazilu : outre Octavian Cotescu, Gheorghe Dinică a joué dans Somnoroasa aventură ou encore Gina Patrichi, Valy Voiculescu. Le dramaturge a aussi eu une activité significative de traducteur, en particulier des auteurs italiens en roumain : Massimo d'Azeglio ou Carlo Manzoni.
Marian Popa considère que les premiers romans de Mazilu sont plutôt des tests de conformité à l'idéologie communiste, et relève aussi que Bariera (qui fut adapté au cinéma en 1972 par Mircea Mureşan, avec Toma Caragiu) est essentiellement l'histoire du quartier de Rahova à Bucarest d'un point de vue communiste durant l'entre-deux-guerres, où le Parti était interdit, puis pendant la Seconde Guerre mondiale. Le personnage principal fait largement face seul à la Siguranța, moyennant quoi on a reproché à Mazilu l'absence de lutte collective, ce pourquoi il a dû revoir son texte. Selon Popa, ses pièces constituent selon l'expression de Mazilu des drames du « bon état » (communiste, bien entendu), montrent des hommes incapables de s'aligner sur leur nouveau milieu insincère et simulant la sincérité.  Ainsi toutes ses pièces refléteraient une époque d'instabilité des notions d'imposture et d'authenticité et seraient au fond intrinsèquement politiques.

## Œuvres

### Œuvres littéraires
- Insectar de buzunar, nouvelles, Bucarest, 1956 ;
- Galeria palavragiilor, nouvelles, Bucarest, 1957 ;
- Bariera, roman, Bucarest, 1959 ;
- Aceste zile și aceste nopți, roman, Bucarest, 1962 ;
- Acordeonistul, comédie, Bucarest, 1964 ;
- O plimbare cu barca, nouvelles, Bucarest, 1964 ;
- Vara pe verandă, nouvelles, Bucarest, 1966 ;
- Necunoscutul și iubirea, comédie, Bucarest, 1968 ;
- O sărbătoare princiară, tragédie, Bucarest, 1969 ;
- Teatru, Bucarest, 1971 ;
- Cântece de alchimist, poésies, Bucarest, 1972 ;
- Fotbalul n-a fost creat de diavol, recueil d'articles sportifs, Bucarest, 1972 ;
- Ipocrizia disperării, essai, Bucarest, 1972 ;
- Pălăria de pe noptieră, nouvelles, Bucarest, 1972 ;
- Pâinea la loc fix, nouvelles, Bucarest, 1972 ;
- Este corida o luptă cu moartea ?, écrits de voyage, Bucarest, 1973 ;
- Frumos e în septembrie la Veneția, théâtre, Bucarest, 1973 ;
- Înmormântare pe teren accidentat, nouvelles, Bucarest, 1973 ;
- O singură noapte eternă, roman, Bucarest, 1975 ;
- Într-o casă străină, roman, Bucarest, 1975 ;
- Iubiri contemporane, nouvelles, Bucarest, 1975 ;
- Elegie la pomana porcului, nouvelles, Bucarest, 1976 ;
- Doamna Voltaire, nouvelles, Bucarest, 1976 ;
- Fugiţi, vin clienţii, théâtre, Bucarest, 1979 ;
- Pelerinaj la ruinele unei vechi pasiuni, nouvelles, Bucarest, 1980 ;
- Mobilă și durere, comédie, Bucarest, 1981

### Traductions en français
- Dans un faubourg, Bucarest, 1963, traduction de Bariera ;
- Cântece de alchimist / Chants d'alchimiste, Bucarest, 2000, édition bilingue, traduction de Philippe Loubière ;
- Une fête princière, Caen, 2001, traduction de O sărbătoare princiară par Philippe Loubière, manuscrit ;
- Il fait beau en septembre à Venise, traduction de Frumos e în septembrie la Veneția par Philippe Loubière, non datée, non publiée, peut être commandée sur le site de la maison Antoine Vitez ;
- Empaillez vos amoureux !, traduction de Împăiați-vă iubiții (parue dans le volume Teatru en 1971) par Philippe Loubière, non publiée, peut être commandée sur le site de la maison Antoine Vitez ;
- L’Inondation, traduction de Inundația (parue dans le volume Teatru en 1971) par Philippe Loubière, non publiée, peut être commandée sur le site de la maison Antoine Vitez ;
- Réveillez-vous chaque matin !, traduction de Treziţi-vã în fiecare dimineaţă! (parue dans le volume Teatru en 1971) par Philippe Loubière, non publiée, peut être commandée sur le site de la maison Antoine Vitez[9]